# 논리주의
논리주의(論理主義)는 심리주의에 대립되는 말로, 모든 것을 논리적으로 설명할 수 있다고 하거나 혹은 하려는 입장이다. 형식논리학으로 해석하려는 것, 인식론의 근거를 논리에서 찾아보겠다는 것 등 여러 사고방식이 있다.
특히 수리철학에서 논리를 모든 것의 근간에 두고, 수학도 논리학의 한 확장으로 보는 입장을 가리킨다. 수학의 기초를 논리학에 두고자 하는 수학계의 움직임은 고틀로프 프레게에 의해 시작되어 리하르트 데데킨트와 주세페 페아노가 발전시켰으며, 나중에 버트런드 러셀과 알프레드 노스 화이트헤드의 작업으로 대표되었다.

## 참고 문헌
- 이 문서에는 다음커뮤니케이션(현 카카오)에서 GFDL 또는 CC-SA 라이선스로 배포한 글로벌 세계대백과사전의 내용을 기초로 작성된 글이 포함되어 있습니다.